# Treindienstregeling 2020 in Nederland
De dienstregeling 2020 van de spoorvervoerders in Nederland geldt vanaf zondag 15 december 2019 tot en met zaterdag 12 december 2020.
Om een punctueler rooster mogelijk te maken wordt de dienstregeling vanaf 2020 niet meer in minuten gepland, maar per vakken van zes seconden. Reizigers blijven in de reisinformatie de vertrektijden per minuut zien.

## Nieuw station
Station Zwolle Stadshagen, gelegen aan het Kamperlijntje (twee jaar later dan gepland).

## Wijzigingen stationsnamen
Op 15 december 2019 veranderen drie stations van naam:
- Delft Zuid wordt Delft Campus;
- Amersfoort wordt Amersfoort Centraal;
- Eindhoven wordt Eindhoven Centraal.

## Wijzigingen regio Midden
- De intercity tussen Den Haag Centraal en Utrecht Centraal gaat overdag twee keer per uur doorrijden naar Amersfoort Centraal en in de spits tot Deventer; dit laatste niet op de momenten waarop een intercity Amsterdam Centraal – Berlin Ostbahnhof rijdt.
- De intercity Amsterdam Centraal – Deventer wordt in de spitsuren verkort tot Amersfoort Centraal, waar aansluiting bestaat op de nieuwe trein Den Haag – Amersfoort – Deventer. In de daluren blijft de trein Amsterdam – Deventer 1x per uur rijden. Ook de trein Amsterdam – Deventer – Berlijn blijft ongewijzigd rijden, ook in de spits.
- In de ochtendspits komen er vier extra treinen Harderwijk – Nijkerk – Amersfoort Centraal, alleen in deze richting. Deze trein stopt vanwege de beperkte capaciteit niet op de overige stations. In Amersfoort is er aansluiting op de intercity's naar Utrecht en Schiphol. In de avondspits rijden vier extra treinen in de omgekeerde richting van Amersfoort Centraal via Nijkerk naar Harderwijk.
- De sprinters van de halfuursdienst Zwolle – Utrecht Centraal worden door de inzet van nieuwe treinen (de SNG) met 2 à 3 minuten versneld.
- Door de extra treinen rond Amersfoort geeft de intercity Zwolle – Rotterdam Centraal geen aansluiting meer in Utrecht op de trein naar Den Haag.
- De sprinter Utrecht Centraal – Almere Centrum stopt in beide richtingen te Utrecht Overvecht. De trein wordt ook sneller, maar de aansluiting in Hilversum op de intercity naar Amsterdam verdwijnt.
- Op werkdagen rijdt de eerste intercity vanaf Lelystad Centrum via Almere Centrum en naar Schiphol Airport een half uur eerder.
- Een extra intercity rijdt nu de eerste rit vanaf Almere Centrum naar Schiphol Airport om 05:02 en komt aan om 05:30, ondanks dat deze rit een langere reistijd heeft (2 minuten meer dan de overige intercity's) is er geen ruimte voor een stop te Duivendrecht of Amsterdam Zuid in verband met een snelheidsverlaging veroorzaakt door het onderhoudsrooster op dit traject.[1]

## Wijzigingen regio Noord
- Ook op de trajecten Groningen – Zwolle en Leeuwarden – Meppel worden de Sprinters door de instroom van SNG-treinen tot 4 minuten sneller. De dienstregeling Leeuwarden – Meppel verschuift met een kwartier, waardoor er in Meppel een betere aansluiting ontstaat op de intercitytrein naar de Randstad. De overstaptijd te Meppel tussen de treinen naar/van Groningen en Leeuwarden is echter 20 minuten langer.

## Wijzigingen regio West
- In de zomer rijden tussen Haarlem en Zandvoort aan Zee zes treinen per uur, waarvan twee van en naar Amsterdam.

## Wijzigingen regio Zuid
- In plaats van de spitsuur-intercity's Dordrecht – Breda rijden in beide richtingen vier dagelijkse intercity's Dordrecht – Breda – Tilburg – Eindhoven Centraal.
- Door inzet van het treintype Flirt wordt de reistijd tussen Roosendaal en Dordrecht 2 minuten korter.

## Internationaal
- De Thalys naar Disneyland Paris rijdt op sommige dagen een uur eerder, zodat de trein vlak voor de opening aankomt op Marne-la-Vallée - Chessy. De eerste trein naar Paris Nord rijdt daardoor van maandag tot en met vrijdag een uur later.
- Richting Nederland komt er zaterdag en zondag één Thalys-trein bij.
- De laatste intercityverbinding Brussel-Zuid – Amsterdam wordt van maandag tot en met donderdag juist een uur vervroegd.

## Tussentijdse wijzigingen in de dienstregeling

### Per 3 februari 2020
- In de dienstregeling 2020 staat de intercity van Zutphen naar Arnhem Centraal twee minuten stil op station Dieren. Door aanpassingen in Dieren en Arnhem behaalt men met zowel de intercity als de sprinter twee minuten reistijdwinst.
- In de praktijk blijkt dat de intercity van Maastricht naar Enkhuizen vaak vertraagd aankomt te Amsterdam Sloterdijk. Door de aankomsttijd op dit station één minuut naar achteren te verschuiven (van respectievelijk .28 en .58 naar .29 en .59) wordt een meer betrouwbare dienstregeling geboden. Hierdoor vervalt te Sloterdijk wel de aansluiting op de sprinter richting Amsterdam Lelylaan.
- Er blijken op het traject Utrecht Centraal – Almere Centrum meer verbeteringen mogelijk dan per december 2019 zijn ingevoerd, dat zorgt voor de volgende wijziging in de dienstregeling:

| van               | naar                | actie        | per 15 december 2019 | per 3 februari 2020 |
| ----------------- | ------------------- | ------------ | -------------------- | ------------------- |
| Naarden-Bussum    | Almere Centrum      | vertrektijd  | .20/.50              | .21/.51             |
| Utrecht Centraal  | Hilversum           | vertrektijd  | .17/.47              | .24/.54             |
| Utrecht Centraal  | Hilversum           | aankomsttijd | .36/.06              | .42/.12             |
| Hilversum         | Utrecht Centraal    | vertrektijd  | .23/.53              | .31/.01             |
| Hilversum         | Utrecht Centraal    | aankomsttijd | .42/.12              | .50/.20             |
| Utrecht Centraal  | Amersfoort Centraal | vertrektijd  | .21/.51              | .20/.50             |
| Utrecht Overvecht | Utrecht Centraal    | vertrektijd  | .04/.34              | .05/.35             |

### Per 21 maart 2020
Door de coronacrisis hebben de Nederlandse Spoorwegen als hoofdvervoerder een zogenoemde 'speciale basisdienstregeling' in het leven geroepen. Deze bestaat uit de volgende onderdelen.
- Vanaf ieder station in Nederland rijden, in alle richtingen, per uur twee treinen (met uitzondering van die stations waar normaal gesproken één trein per uur rijdt) die alle stations aandoen.
- Op de trajecten Schiphol – Venlo, Arnhem – Den Helder, Maastricht – Eindhoven, Enschede – Utrecht, Enkhuizen – Amsterdam Centraal rijden bovendien intercity's.
- De intercity uit Vlissingen rijdt na Roosendaal naar Breda in plaats van Rotterdam en Amsterdam, en vice versa.
- De Intercity Direct, Intercity Den Haag – Eindhoven en alle nachttreinen rijden niet.

Deze dienstregeling werd tot en met 28 april gereden.

### Per 29 april 2020
De versoberde dienstregeling zoals hierboven blijft in stand, maar met een belangrijk aantal wijzigingen:
- Alle stations waar normaliter intercity's stoppen, krijgen weer minstens eens per uur een intercity.
- De Intercity Direct tussen Amsterdam en Breda gaat weer 2x per uur rijden.
- De Intercity uit Vlissingen stopt zoals gebruikelijk op alle tussengelegen stations en rijdt weer de gebruikelijke route naar Rotterdam en Amsterdam.

Ook voor de internationale dienstregeling zijn een aantal wijzigingen:
- Intercity Brussel rijdt ieder uur van Rotterdam Centraal via Breda naar Antwerpen en terug.
- ICE International rijdt vier keer per dag van Amsterdam Centraal naar Frankfurt waarvan één keer door naar Basel.
- Thalys rijdt één keer per dag van Amsterdam Centraal naar Brussel en weer terug.

Deze dienstregeling werd gereden tot 2 juni.
Ook het nachtnet zou op deze datum gaan rijden, maar dat werd doorgeschoven naar 29 juni.

### Per 2 juni 2020
Deze wijzigingen zouden oorspronkelijk ingaan per 6 april maar zijn in verband met het inpassen van de 'basisdienstregeling' als gevolge van de coronacrisis opgeschort totdat de normale dienstregeling hervat werd op 2 juni.
- In de praktijk blijkt dat de intercity van Breda naar Amsterdam Centraal op het deel tussen Schiphol Airport en Amsterdam Centraal te krap is. De vertrektijd vanuit Schiphol wordt met één minuut vervroegd (van respectievelijk .08 en .37 naar .07 en .37)
- Eenmaal per uur wordt een aansluiting geboden op Rotterdam Centraal tussen de intercity uit Schiphol Airport en de intercity naar Vlissingen. Uitzondering hierop zijn een aantal momenten waarop intercity's gesplitst of gecombineerd worden te Rotterdam.
- De lange wachttijd voor een paar vroege treinen van Uitgeest naar Alkmaar wordt met 5 minuten ingekort, van respectievelijk 7:18 naar 7:13 op zaterdag en van 8:18 naar 8:13 op zondag.

#### Hervatting reguliere dienstregeling
Per 2 juni 2020 werd door hoofdvervoerder NS weer de reguliere dienstregeling gereden. 

De pendeldienst Utrecht Centraal – Utrecht Maliebaan naar het Spoorwegmuseum, het nachtnet, de extra spitstreinen, de intercity Dordrecht - Eindhoven en de sprinter Assen - Groningen werden per 29 juni hervat. 

Op de Valleilijn ging de reguliere dienstregeling op 31 mei al van start .

#### Hervatting internationale dienstregeling[5]
- De Thalys rijdt tussen 9 juni en 11 juli weer door naar Parijs (via Brussel), maar slechts tweemaal per dag met uitzondering van zondag. Tussen 12 juli en 29 augustus wordt de frequentie verhoogd volgens dit schema: schema hervatting dienstregeling Thalys.
- De Thalys naar Marne-la-Vallée - Chessy (Disneyland) en Charles de Gaulle Airport rijdt tot 30 augustus niet.
- De Eurostar rijdt dagelijks om 9.01 uur van Londen St. Pancras naar Brussel Zuid en om 14.52 terug naar Londen.
- De intercity Brussel rijdt per 8 juni volgens de normale dienstregeling.
- ICE internationaal en intercity Berlijn rijden per 2 juni volgens de normale dienstregeling

### Per 14 juni 2020
Tussen 15 december en 15 maart hield de NS een test om trillingshinder bij spoorwegovergangen op het traject Den Haag - Eindhoven te verminderen. De intercity reed daarom tussen Breda en Boxtel 115 km/u in plaats van de gebruikelijke 130 tot 140 km/u. De normale snelheid wordt weer gereden omdat de snelheidsvermindering onvoldoende invloed had op de trillingen.
| van               | naar                 | actie        | per 15 december 2019 | per 14 juni 2020 |
| ----------------- | -------------------- | ------------ | -------------------- | ---------------- |
| Eindhoven         | Den Haag Centraal    | vertrektijd  | .13/.43              | .14/.44          |
| Tilburg           | Den Haag Centraal    | vertrektijd  | .37/.07              | .39/.09          |
| Tilburg           | Eindhoven            | aankomsttijd | .22/.52              | .21/.51          |
| Den Haag Centraal | Eindhoven            | aankomsttijd | .46/.16              | .45/.15          |
| Tilburg           | Tilburg Universiteit | vertrektijd  | .23/.53              | .22/.52          |
| Eindhoven         | Tilburg Universiteit | aankomsttijd | .27/.57              | .26/.56          |

### Per 7 september 2020[6]
In verband met de eerder genoemde wijziging van dienstregelingsplanning per minuut naar vakken van zes seconden, zijn er de volgende wijzigingen.
| Route                               | van              | naar             | actie        | per 15 december 2019 | per 7 september 2020 |
| ----------------------------------- | ---------------- | ---------------- | ------------ | -------------------- | -------------------- |
| Deventer - Zwolle                   | Deventer         | Olst             | vertrektijd  | .17/.47              | .16/.46              |
|                                     | Olst             | Wijhe            | vertrektijd  | .24/.54              | .23/.53              |
|                                     | Wijhe            | Zwolle           | vertrektijd  | .30/.00              | .29/.59              |
|                                     | Wijhe            | Zwolle           | aankomsttijd | .41/.11              | .40/.10              |
| Sittard - Maastricht                | Sittard          | Maastricht       | aankomsttijd | .31/.01              | .30/.00              |
| 's-Hertogenbosch - Utrecht Centraal | 's-Hertogenbosch | Utrecht Centraal | aankomsttijd | .04/.34              | .05/.35              |

Andere treinen op dezelfde route wijzigen niet.
Op het traject Groningen - Zwolle zal de NS tijdelijk DDZ materieel inzetten in plaats van SNG materiaal omdat laatstgenoemde niet beschikt over een Sandite-voorziening (een systeem dat er voor zorgt dat het spoor minder glad wordt).
Dit type materieel is echter iets langzamer en zal daarom de volgende wijziging met zich meebrengen:
- Op maandag t/m zaterdag komende de treinen uit Groningen vertrekkende om 7.28, 10.28, 13.28, 16.28, 19.28 en 22.28 op Zwolle 1 minuut later aan.
- Op zondag geldt dit zelfde voor de treinen uit Groningen vertrekkende om 9.28, 12.28, 15.28 en 18.28.

Ten slotte is er nog een wijziging omdat NS de capaciteit in de intercity Lelystad Centrum – Dordrecht vergroot van 10 rijtuigen type VIRM naar 12 en het combineren en splitsen van treinen op station Almere Centrum.

Op maandag tot en met vrijdag:
| Route                                | van                 | naar                | actie        | per 15 december 2019 | per 7 september 2020 |
| ------------------------------------ | ------------------- | ------------------- | ------------ | -------------------- | -------------------- |
| Lelystad – Almere                    | Lelystad Centrum    | Almere Centrum      | vertrektijd  | 16.24, 16.54, 17.24  | 16.22, 16.52, 17.22  |
|                                      | Lelystad Centrum    | Almere Centrum      | aankomsttijd | 16.41, 17.11, 17.41  | 16.40, 17.10, 17.40  |
|                                      | Almere Centrum      | Duivendrecht        | aankomsttijd | 16.42, 17.12, 17.42  | 16.43, 17.13, 17.43  |
| Schiphol - Almere                    | Schiphol            | Almere Centrum      | aankomsttijd | 16.47, 17.17, 17.47  | 16.48, 17.18, 17.48  |
| Groningen - Rotterdam Centraal       | Gouda               | Rotterdam Alexander | aankomsttijd | 07.46                | 07.45                |
|                                      | Rotterdam Alexander | Rotterdam Centraal  | vertrektijd  | 07.46                | 07.49                |
| Leiden Centraal - Rotterdam Centraal | Rotterdam Blaak     | Rotterdam Centraal  | aankomsttijd | 08.08                | 08.09                |
|                                      | Rotterdam Blaak     | Rotterdam Centraal  | aankomsttijd | 16.08                | 16.09                |

Andere treinen op dezelfde route wijzigen niet.

### Per 5 oktober 2020[7]
Door slechtere weersomstandigheden wordt de reistijd op bepaalde trajecten één minuut langer. Hierbij valt ten eerste op te merken dat de wijziging van 7 september op het traject Deventer - Zwolle weer wordt teruggedraaid. Verder zijn de wijzigingen als volgt:
| Route                            | wijziging op station | actie        | per 15 december 2019 | per 5 oktober 2020 |
| -------------------------------- | -------------------- | ------------ | -------------------- | ------------------ |
| Groningen - Rotterdam Centraal   | Rotterdam Centraal   | aankomsttijd | .55                  | .56                |
| Rotterdam Centraal - Groningen   | Zwolle               | aankomsttijd | .09                  | .10                |
| Leeuwarden - Rotterdam Centraal  | Utrecht Centraal     | aankomsttijd | .42                  | .43                |
| Rotterdam Centraal - Leeuwarden  | Zwolle               | aankomsttijd | .09                  | .10                |
| Groningen - Den Haag Centraal    | Den Haag Centraal    | aankomsttijd | .26                  | .27                |
| Den Haag Centraal - Groningen    | Groningen            | aankomsttijd | .12                  | .13                |
|                                  | Zwolle               | aankomsttijd | .13                  | .14                |
| Leeuwarden - Den Haag Centraal   | Den Haag Centraal    | aankomsttijd | .56                  | .57                |
| Roosendaal - Zwolle              | Nijmegen             | aankomsttijd | .22/.52              | .23/.53            |
|                                  | Zwolle               | aankomsttijd | .10/.40              | .11/.41            |
|                                  | Arnhem Centraal      | aankomsttijd | .07/.37              | .08/.38            |
| Enkhuizen - Heerlen              | Heerlen              | aankomsttijd | .11                  | .12                |
| Zwolle - Utrecht Centraal        | Amersfoort Centraal  | aankomsttijd | .17/.47              | .18/.48            |
| Utrecht Centraal - Zwolle        | Zwolle               | aankomsttijd | .06/.36              | .07/.37            |
| Ede-Wageningen - Arnhem Centraal | Arnhem Centraal      | aankomsttijd | .35                  | .36                |
| Wijchen - Zutphen                | Arnhem Centraal      | aankomsttijd | .19/.49              | .20/.50            |
| Nijmegen - Schiphol              | Arnhem Centraal      | aankomsttijd | .10/.40              | .11/.41            |
| Zwolle - Amsterdam Centraal      | Zwolle               | vertrektijd  | .07/.37              | .08/.38            |
|                                  | Lelystad Centrum     | aankomsttijd | .07/.37              | .08/.38            |

Andere treinen op dezelfde route wijzigen niet.

### Per 19 oktober 2020
Vanaf maandag 19 oktober is NS tijdelijk gestopt met sommige extra spitstreinen en met bepaalde weekendnachttreinen bedoeld voor het uitgaanspubliek. Het reguliere nachtnet blijft ongewijzigd.
Deze versoberde dienstregeling zorgt ervoor dat de volgende spitstreinen niet rijden:
- Intercity Haarlem - Alkmaar
- Intercity Amsterdam Centraal - Enkhuizen
- Sprinter 's-Hertogenbosch - Oss
- Sprinter Assen - Groningen
- Sprinter Utrecht Centraal - Houten Castellum
- Sprinter Uitgeest - Veenendaal Centrum
- Sprinter Rotterdam Centraal - Gouda Goverwelle
- Sprinter Leiden Centraal - Alphen aan den Rijn
- Sprinter Amersfoort Centraal - Harderwijk.

### Per 26 oktober 2020
De Eurostar rijdt doordeweeks dagelijks in de morgen van Londen St. Pancras naar Amsterdam Centraal en in de middag terug naar Londen.

## Buitendienststelling DDZ materieel[9]
Treinpersoneel heeft in dit type treinmaterieel trillingen waargenomen, daarom worden deze 49 treinen per 3 december 2020 buitendienst gesteld. 
Men verwacht hierdoor geen problemen met de dienstregeling te krijgen, en zet tijdelijk ander materieel in.

## Bron
- Nieuwe dienstregeling, website Nederlandse Spoorwegen, november 2019